# 国際連合安全保障理事会決議2252
国際連合安全保障理事会決議2252 (こくさいれんごうあんぜんほしょうりじかいけつぎ2252、英: United Nations Security Council Resolution 2252: UNSCR2252) は、2015年12月15日に国際連合安全保障理事会で採択された南スーダン情勢に関する決議。

## 概要
国連安保理決議2252は、先行する決議2241 (2015年10月9日採択)により任務を2015年12月15日まで2か月延長された国際連合南スーダン共和国派遣団 (UNMISS) の任務をさらに7か月間( 2016年7月31日まで) 延長し、新たなマンデート (職務権限)において兵員を13,000名に、警察官を2,001名に増強することを決定した。決議は賛成13・棄権2・反対0で採択され、ロシアとベネズエラが棄権した。棄権の理由は、大量殺戮犯罪等を行った者に対する処罰を行うための制裁措置や、UAV (ドローン) の使用に対する懸念から生じたものだった。

## 主な内容
決議はUNMISSの任務を延長し、マンデートは以下の4点に決定し、その遂行のために必要なあらゆる措置を用いることを承認した。

### 本文
- UNMISSのマンデートを2016年7月31日まで延長することを決定
- UNMISSの兵力を兵士13,000名、警察官2,001名に増進することを決定し、事務総長に兵力及び資源確保に必要な手続きをとることを要請
- UNMISSのマンデートを以下に定め、当該任務実施に必要ならゆる措置を用いることを許可
  - 文民の保護
    1. 暴力行為の主体如何にかかわらず文民、とくに女性、子どもを物理的脅威から保護すること。
    2. 能動的展開により、学校、信仰施設、病院、石油施設等の紛争リスクが高いと思われる領域で、南スーダン共和国政府が安全を確保できていない或は確保するに至っていない領域における外国籍保有者を含む文民とくにIDP (国内避難民) 、人道支援要員、人権機関要員、に対する暴力を抑止すること。
    3. 文民に対する人権侵害、国際人道法の違反行為等の脅威及び攻撃に対する対応、並び国連職員及び施設に対する攻撃の可能性を含むミッション全体に及ぶ早期警戒戦略を実施すること。
    4. UNMISSの文民保護サイト (protection of civilian: POC) 等の公共の安全と秩序を維持すること。
    5. 長期的な国家建設活動の一環として、持続的な局所的平和と和解を醸成し、コミュニティ間の紛争を予防及び低減するため、とくに女性、子どもに関連する斡旋、信頼醸成施策を実施してミッションの保護戦略を支援すること。
    6. 警察当局及び市民社会アクター等と連携してIDP及び難民が任意にかつ安全に帰還できる環境を整備すること。

  - 人権侵害の監視と調査
    1. 戦争犯罪及び人道に対する罪等の人権侵害及び国際人道法違反行為を監視、調査、検証し、公然かつ定期的に報告すること。
    2. 子ども及び女性に対して行われる、紛争における性的及びジェンダー起因の暴力等の人権侵害及び国際人道法違反行為を監視、調査、検証し、公然かつ定期的に報告すること。
    3. 国際・地域・国内の関係諸機関と連携し、及び技術的支援を提供し、人権侵害行為を監視、調査、検証し、報告すること。

  - 人道支援に資する条件の創出
    1. 国際法の関連規定を遵守し、国連人道支援指導原則 (UN guiding principles of humanitarian assistance) を尊重しつつ、人道救援要員が迅速、安全かつ自由に南スーダン国内で、とくにIDPや難民について必要とされる人道支援を適時に提供できるよう、人道支援機関等と緊密に連携し、人道支援、信頼醸成施策等の実施に足る治安条件の構築に寄与すること。
    2. 国連及び関係機関の要員、並びに同関係施設及び機器について、定められた任務を遂行するために必要な移動の自由と安全を確保すること。

  - 停戦協定の実施支援
    - 認められた職務権限の範囲で次の任務を遂行し、停戦協定の実施を支援すること。
      1. 共同作戦センター (Joint Operations Centre) の設立及び運用を含む合意された暫定治安維持取極 (transitional security arrangements) の計画と設立を支援する。
      2. 国家憲法改正委員会 (National Constitutional Amendment Committee: NCAC) の活動を支援し、停戦合意の当事者の要請に基づき南スーダン共和国暫定憲法 (Transitional Constitution of the Republic of South Sudan) に合意内容を盛り込む。
      3. 国民統一暫定政府 (TGoNU) の要請に基づき、停戦合意の規定に従い恒久的憲法の起草プロセスに関わる。
      4. 武装解除・動員解除・社会復帰 (disarmament, demobilization, reintegration: DDR)及び治安分野改革 (security sector reform: SSR) の活動に対処する戦略の策定について両当事者を支援する。
      5. 停戦協定に基づく兵力の引き離し、集結、及び宿営を監視する停戦暫定治安メカニズム (Ceasefire and Transitional Security Arrangements Monitoring Mechanism: CTSAMM) の実施を支援する。
      6. 合同監視評価委員会 (Joint Monitoring Evaluation Committee: JMEC) の活動に積極的に参加する。
      7. 協定に基づき、国民統一暫定政府が樹立された場合は、国連カントリーチームと連携して国家選挙委員会を支援する。
      8. 国際連合人権デュー・ディリジェンス政策 (United Nations Human Rights Due Diligence Policy: HRDDP) に基づき、研修カリキュラム及び戦略計画を含む共同統合警察 (Joint Integrated Police: JIP) に対する研修補佐及び諮問支援を提供する。